# Coenochilus hervillardi
Coenochilus hervillardi är en skalbaggsart som beskrevs av Estienne 2011. Coenochilus hervillardi ingår i släktet Coenochilus och familjen Cetoniidae. Inga underarter finns listade i Catalogue of Life.